# Runners Point
Die Runners Point Group (Eigenschreibweise RUNNERS POINT) war ein Handelsunternehmen im Bereich Sport- und Lifestyleartikel mit Sitz in Recklinghausen.

## Geschichte
Runners Point wurde 1984 als Tochtergesellschaft der Karstadt AG gegründet. 2003 erfolgte mit der Eröffnung des ersten Sidestep Stores im CentrO Oberhausen die Gründung des Vertriebskonzepts Sidestep. Nach einem Management-Buy-out mit Unterstützung der Hannover Finanz Gruppe wurde Runners Point im Jahr 2005 selbstständig. 2013 erwarb das börsennotierte US-Unternehmen Foot Locker, Inc. 100 % der Anteile der damaligen Runners Point GmbH. Im Mai 2020 wurde bekannt, dass sämtliche Filialen von Runners Point geschlossen werden, davon 73 Filialen in Deutschland und drei in der Schweiz. Nicht betroffen waren die Marken Foot Locker und Sidestep.

## Unternehmen

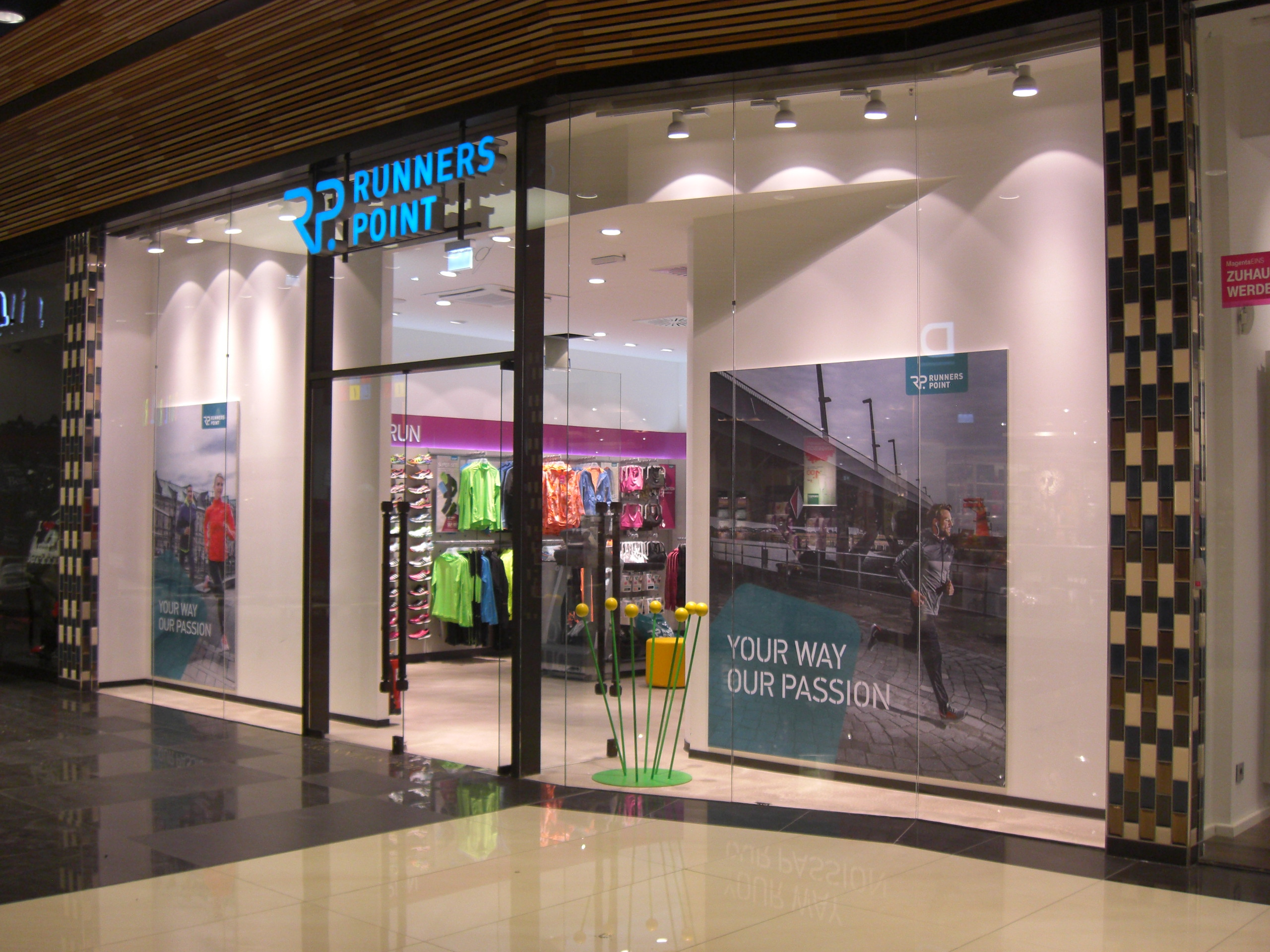
Runners Point Store

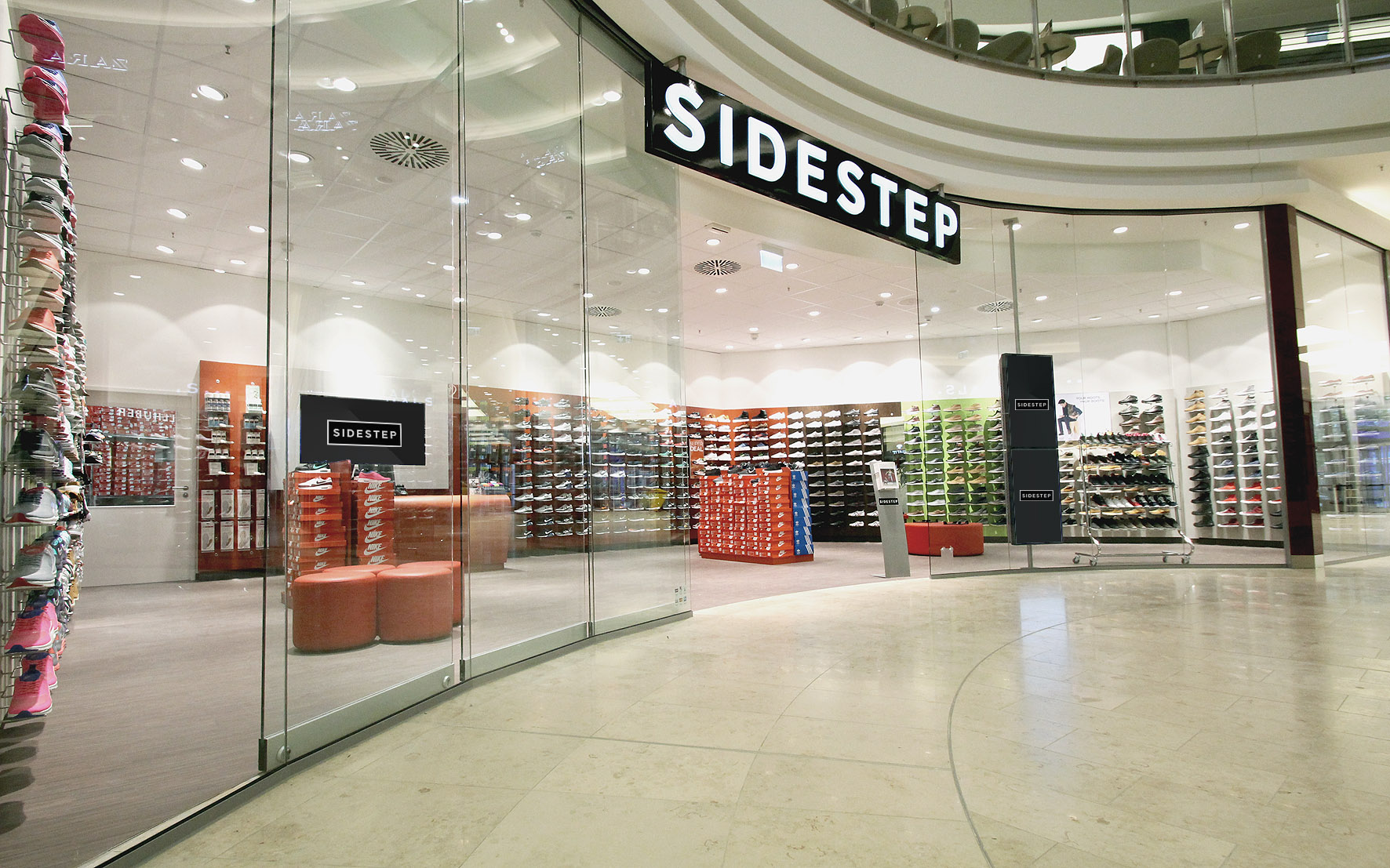
Sidestep Store in der Rathaus Galerie Hagen

Das Unternehmen unterhielt vorwiegend in größeren Städten Filialen. Stammsitz des Unternehmens mit Verwaltung und Zentrallager war Recklinghausen. Zuletzt beschäftigte das Unternehmen über 2000 Mitarbeiter.
Das Unternehmen bot zwei Filialkonzepte und Versandhandel mit verschiedenen Schwerpunkten und eigenen Kundenausrichtungen an:
- Runners Point: Größtes und ältestes Vertriebskonzept mit 130 Filialen (nur noch 99 seit der Übernahme durch Footlocker) in Deutschland, Österreich und der Schweiz. Ab 1984 konzentrierte sich das Gründungskonzept auf Laufsport und modische Sportschuhe (Sneaker).
- Sidestep: Lifestyle- und Sneaker-Konzept mit über 80 Filialen (nur noch 59 seit der Übernahme durch Footlocker) in Deutschland, Österreich, der Schweiz und den Niederlanden. Für den Flagship-Store auf der Kölner Schildergasse erhielt Sidestep den Designpreis „Goldene Flamme 2007“.[4] Der im Oktober 2009 eröffnete Sidestep Store auf der Kölner Ehrenstraße war unter „The Worlds Best New Fashion Stores“ im „The Store Book“ vertreten.[5]

## Auszeichnungen
2009 erhielt das Unternehmen von der Wirtschaftsprüfungsgesellschaft BDO und dem Wirtschaftsmagazin impulse den „Turnarounder des Jahres 2009“. Diese Prämierung würdigt die Leistung vieler deutscher Firmen, in wirtschaftlich schwierigen Lagen Arbeitsplätze zu erhalten und ihren Unternehmen eine Zukunft zu geben. Neben dieser Trendumkehr bewertet die Jury vor allem die konsequente Umsetzung des erstellten Sanierungskonzeptes.
Runners Point wurde in der Rubrik „Laufläden im Check“ der Zeitschrift Fit for Fun (Heft 6/09) als bester Laufschuhfachhändler bewertet. Im März 2011 hat die Redaktion von getestet.de fünf Online-Shops mit umfangreichem Lauf- und Jogging-Angeboten getestet. Testsieger wurde der Onlineshop runnerspoint.de. Beim Onlineshop-Check der März/April-Ausgabe 2011 des Laufmagazins aktiv laufen belegte der Onlineshop ebenfalls den ersten Platz.